# Henkel (Griff)

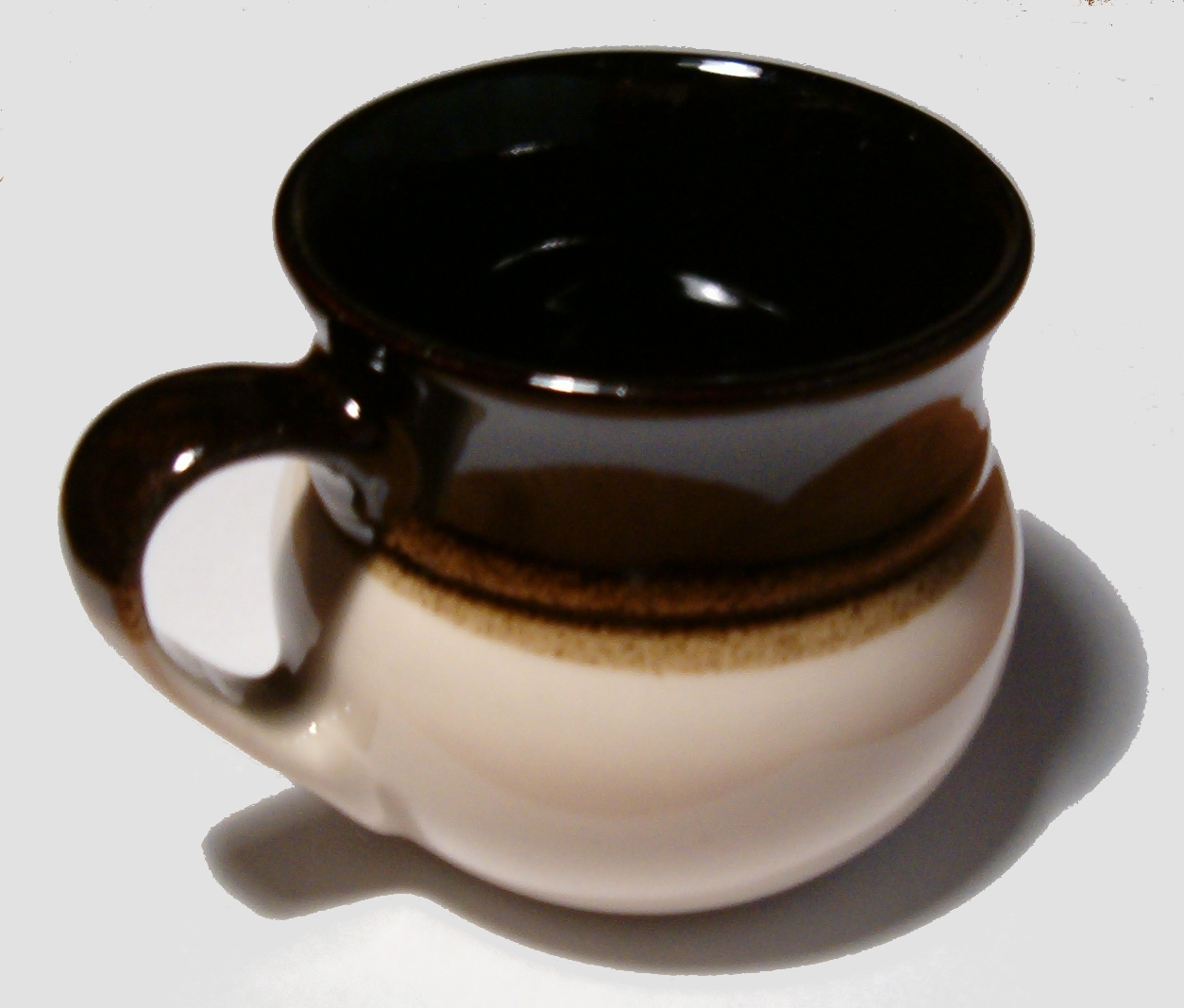
Gefäß mit Henkel

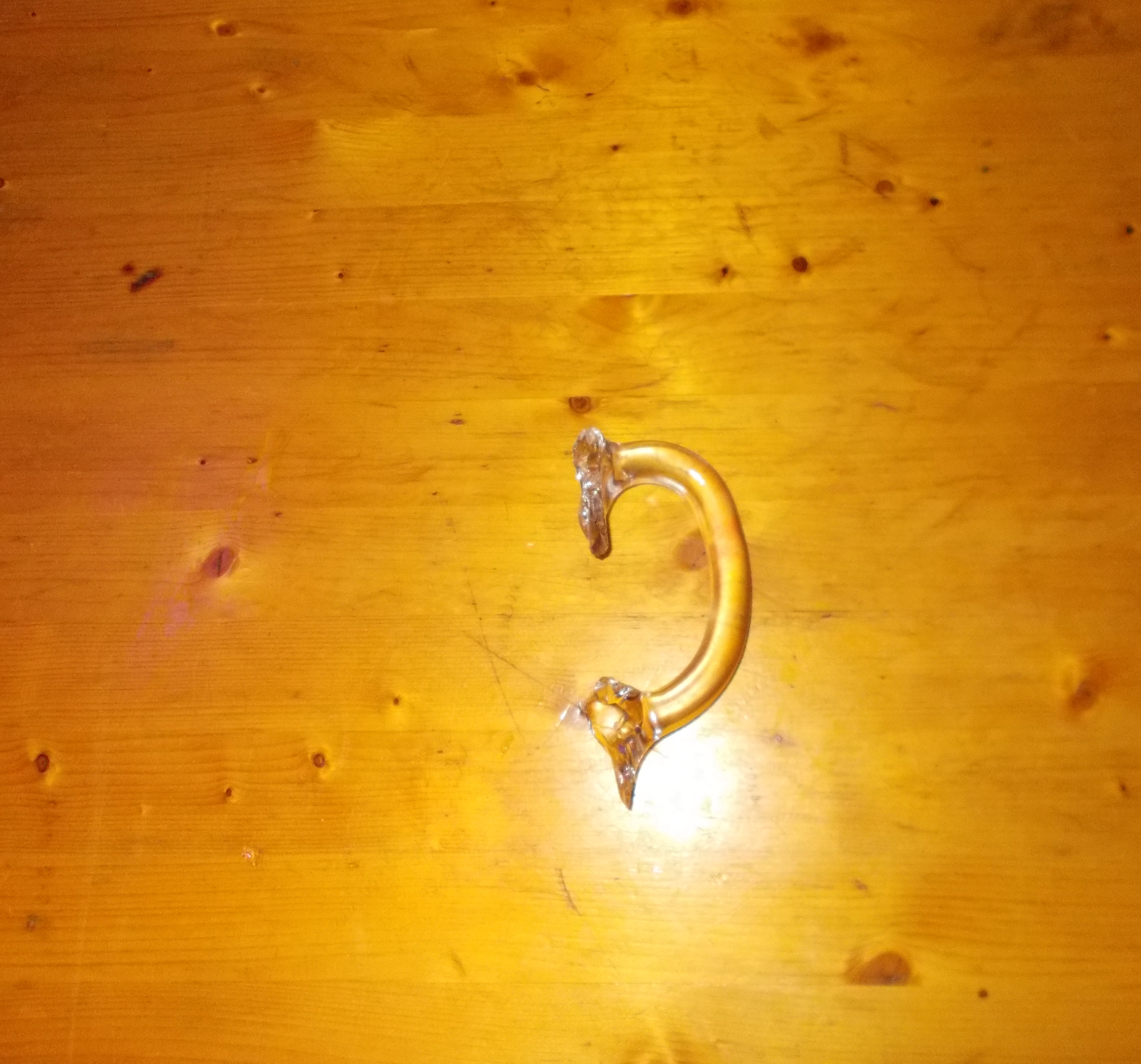
Abgebrochener Henkel eines Bierkruges

Als Henkel bezeichnet man einen gebogenen Griff, der in vertikaler oder horizontaler Lage an Töpfen, Tassen, Gläsern oder anderem Geschirr angebracht ist. In den meisten Fällen sind beide Enden dieses Griffstücks mit dem Geschirr verbunden.
Längere Griffstücke, die nur mit einem Ende an dem Geschirr befestigt sind (z. B. bei Pfannen und Stieltöpfen), fallen nicht unter den Begriff Henkel.
Allerdings werden auch die Griffe von Eimern, Taschen und Tüten als Henkel bezeichnet. Nach seinem Griff benannt ist der Henkelmann, ebenso die an ihrem Griff tragbare Henkelware.

## Der Henkel als künstlerisches Gestaltungsproblem

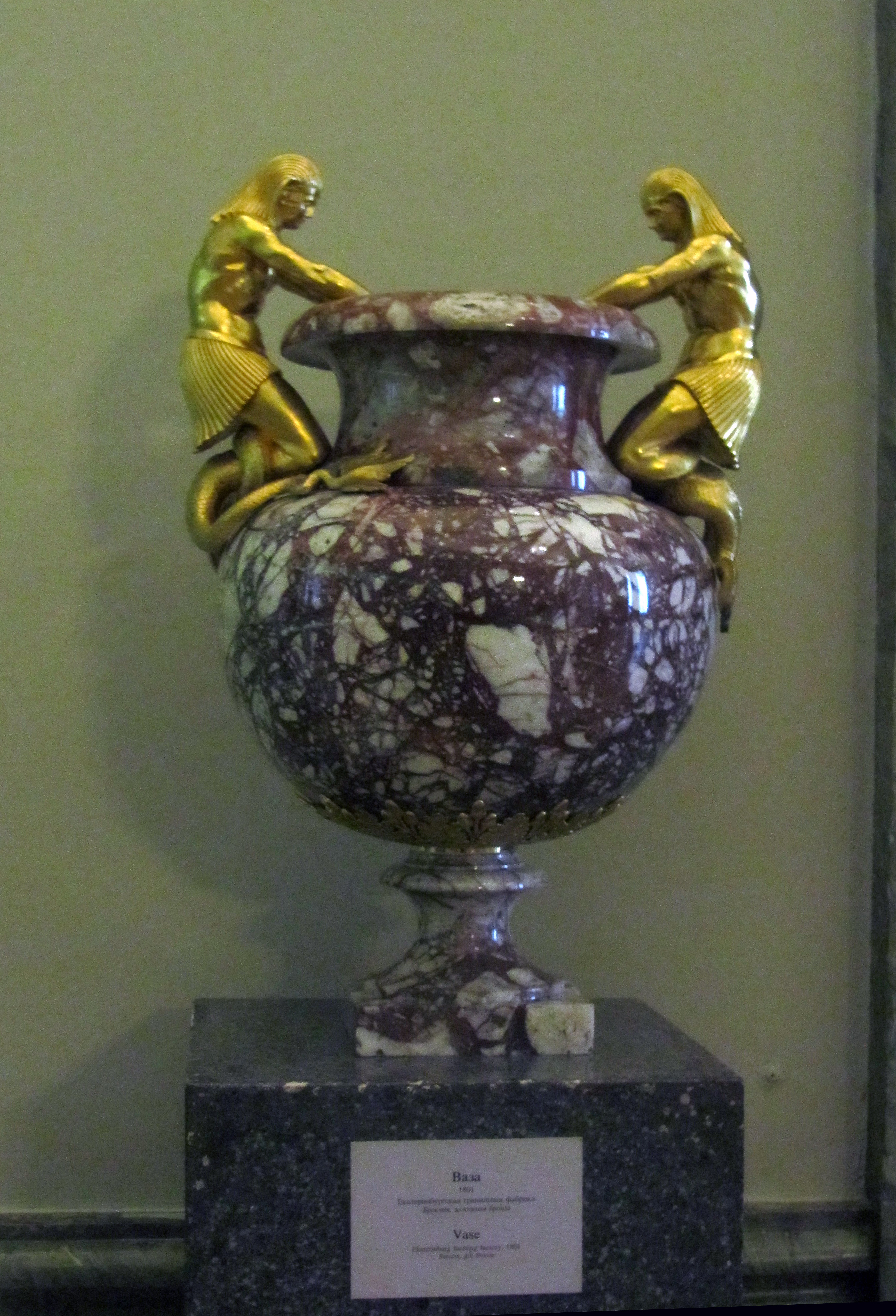
Spanische Vase (1801) in der Ermitage Sankt Petersburg

Mit dem Henkel eines Kunstwerks, z. B. einer griechischen Vase, reicht dieses nach Georg Simmel „anschaulich in die Welt der Wirklichkeit, das heißt der Beziehungen zu allem Ausserhalb hinein, die für das Kunstwerk als solches nicht existieren.“ Der Henkel kann als organischer Teil des Kunstwerks ausgeformt sein oder auch durch seine Erscheinung seine praktische Funktion „eindringlich machen“ und somit in Distanz zum Kunstwerk treten wie etwa ein Bilderrahmen. Noch stärker pointiert werde diese Distanz in der „häufigen Form: dass der Henkel als Schlange, Eidechse, Drache gestaltet ist“ und sozusagen an das Kunstwerk herankriecht.

## Etymologie
Das Wort „Henkel“ ist verwandt mit dem Verb „hängen“.